# Pillole di fisica
Pillole di fisica è una rubrica televisiva dedicata alla Fisica in onda sul canale all-news RaiNews24 . Si tratta di una serie di monografie dedicate ai protagonisti della Fisica del XX secolo.
È creata, scritta e condotta dalla fisica Gabriella Greison, la quale dà, di volta in volta, appuntamento ad un altro fisico, un'altra morale, un altro racconto.

## Puntate

### 2016
| Data       |                                                            |
| ---------- | ---------------------------------------------------------- |
| 08/10/2016 | La curiosità di Albert Einstein                            |
| 15/10/2016 | La tenacia di Marie Curie                                  |
| 22/10/2016 | L'amore secondo Paul Dirac                                 |
| 29/10/2016 | I vizi di Wolfgang Pauli                                   |
| 05/11/2016 | L'entusiasmo di Erwin Schroedinger                         |
| 12/11/2016 | La fisica, il teatro, la scuola di Niels Bohr              |
| 19/11/2016 | Le scelte di Albert Einstein                               |
| 26/11/2016 | La solitudine di Louis de Broglie                          |
| 03/12/2016 | L'ambiguità di Werner Heisenberg                           |
| 10/12/2016 | Hendrik Lorentz, il grande orchestratore                   |
| 17/12/2016 | Werner Heisenberg, Niels Bohr e un'amicizia interrotta     |
| 24/12/2016 | Le qualità umane di Max Born                               |
| 31/12/2016 | L'ozio, i passatempi e le vacanze dei fisici del XX secolo |
| 07/01/2017 | Bruxelles, ritrovo dei fisici del XX secolo                |

### 2017
| Data       |                                           |
| ---------- | ----------------------------------------- |
| 25/02/2017 | Max Planck, il più rapido di tutti        |
| 04/03/2017 | Paul Ehrenfest e il suo suicidio          |
| 11/03/2017 | Lise Meitner e la bomba atomica           |
| 18/03/2017 | Enrico Fermi e le sue scelte              |
| 25/03/2017 | Ettore Majorana, il genio era lui         |
| 01/04/2017 | Richard Feynman e le bizzarrìe dei fisici |